# Jason Van Daele
Jason Van Daele (Tielt, 23 februari 1990) is een Belgisch motorcrosser.

## Levensloop
Van Daele werd Belgisch kampioen zijspancross in 2017. In 2015 werd hij derde in de BK-eindstand. Zijn bakkenisten waren onder andere Olivier Valcke, Tim Smeuninx en de Nederlander Ben Van den Bogaart. 
In juni 2019 slaagde hij er samen met Birgen Beernaert in om een nooit eerder voorgedane backflip te maken met zijn zijspan.
Van Daele is van beroep dakwerker en woonachtig in Pittem.

## Palmares
- Belgisch kampioenschap: 2017
- Belgisch kampioenschap: 2015